# Małgorzata Kotwicka
Małgorzata Kotwicka (ur. 22 października 1963 w Inowrocławiu) – polska internistka, profesor nauk medycznych, prorektor Uniwersytetu Medycznego w Poznaniu (2020–2024). 

## Życiorys
W latach 1983–1989 studiowała na Wydziale Lekarskim Akademii Medycznej w Poznaniu. W 1997 uzyskała tamże stopień doktora nauk medycznych na podstawie rozprawy pt. „Dynamika zmian stężenia wolnych jonów wapniowych w plemnikach ludzkich pod wpływem hormonów steroidowych” (promotorka – Halina Karoń). W 1998 ukończyła specjalizację I stopnia z zakresu chorób wewnętrznych. 17 listopada 2008 na Wydziale Nauk o Zdrowiu habilitowała się na podstawie monografii „Błonowa translokacja fosfatydyloseryny jako wykładnik biologiczny procesów zachodzących w plemnikach ludzkich”. W 2018 otrzymała tytuł naukowy profesora.
Od 1989 do 1995 pracowała w Katedrze i Zakładzie Chemii Fizjologicznej macierzystej uczelni. Od 1995 związana z Zakładem Radiobiologii i Biologii Komórki. W 1998 Zakład przeniesiono z Wydziału Lekarskiego I na Wydział Nauk o Zdrowiu, zaś w 2000 Zakład przekształcono w Katedrę i Zakład Radiobiologii i Biologii Komórki. W 2009 objęła stanowisko kierownika Pracowni Biologii Rozrodu w Katedrze, zaś rok później samej Katedry i Zakładu Radiobiologii i Biologii. W 2011 objęła etat profesor nadzwyczajnej Uniwersytetu Medycznego. Pełniła bądź pełni szereg funkcji na uczelni: prodziekan ds. nauki (2012–2016) oraz dziekan (2016–2020) na Wydziale Nauk o Zdrowiu, prorektor ds. dydaktyki w kadencji 2020–2024.
W latach 2007–2012 członkini Komisji Nauk Medycznych oddziału poznańskiego Polskiej Akademii Nauk, od 2015 wiceprzewodnicząca Komisji. Od 2009 przewodnicząca oddziału poznańskiego Polskiego Towarzystwa Cytometrycznego.
Jej zainteresowania obejmują m.in. zagadnienia zmian w jądrach u mężczyzn z delecjami genu DAZ, rolę genu DAZ w regulacji procesu spermatogenezy, rolę apoptozy w regulacji wydzielania prolaktyny przez przysadkę, zmiany parametrów ruchu subpopulacji plemników pod wpływem czynników fizycznych, mechanizmy działania analogów somatostatyny in vitro i in vivo u pacjentów z nowotworami przysadki, rolę greliny w guzach przysadki, molekularne mechanizmy działania estrogenów i ksenoestrogenów na mitochondria plemników ludzkich, udziału gonadotropiny kosmówkowej w procesie nowotworzenia w żeńskich narządach płciowych, przyczyny niezamierzonej bezdzietności mężczyzn ze szczególnym uwzględnieniem niegenowego mechanizmu działania hormonów steroidowych, przyczyny i diagnostykę oraz terapię endometriozy.
W 2016 odznaczona Złotym Krzyżem Zasługi za zasługi w działalności na rzecz ochrony zdrowia.